# Aardbeving Valdivia 1960
De Grote Chileense Aardbeving of de Valdivia-aardbeving was de sterkste aardbeving die ooit is gemeten. Deze beving, die plaatsvond op 22 mei 1960 in de provincie Valdivia in Chili had een kracht van 9,6 op de momentmagnitudeschaal, wat overeenkomt met ongeveer 32 gigaton TNT.
Voorafgaand aan de aardbeving werd een dag eerder hetzelfde gebied getroffen door een aardbeving met een kracht van 7,3 MW, die aanzienlijke schade veroorzaakte en de telecommunicatie in het gebied platlegde. Hulp was net op gang gekomen toen om vijf voor drie 's middags de Grote Aardbeving toesloeg. Het epicentrum lag nabij de plaats Niebla, 700 kilometer ten zuiden van Santiago. De stad Puerto Saavedra werd geheel verwoest, en ook in Puerto Montt, Angol, Los Ángeles, Talcahuano en Valdivia bleef het merendeel van de gebouwen niet overeind staan. De beving was zo krachtig dat rivieren hun loop verlegden en de vulkaan Puyehue uitbarstte. Wonderwel verloren in Chili naar schatting 'slechts' 3000 mensen het leven, wat voor een groot deel te verklaren is door het feit dat de aardbeving plaatsvond op een tijd dat er missen werden gehouden, en kerken vaak op steviger ondergrond staan dan andere gebouwen.
De beving veroorzaakte een tsunami. Chili en Peru werden getroffen door golven van 25 meter hoog, maar de tsunami reikte veel verder, tot aan de andere kant van de Grote Oceaan. De tsunami trof Paaseiland, Californië en Samoa. Hawaï werd getroffen door vloedgolven met een hoogte van tien meter, die 61 slachtoffers maakten. Ook in Japan en op de Filipijnen waren doden te betreuren.

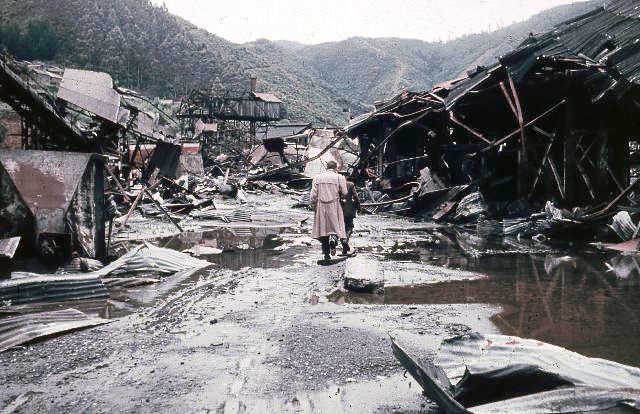
Beschadigde fabriek in Valdivia.

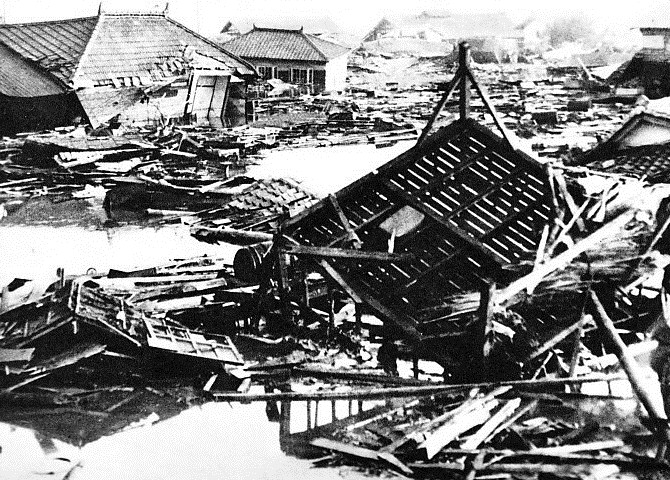
Schade in Kamaishi, Japan, door de tsunami